# Sicignano degli Alburni

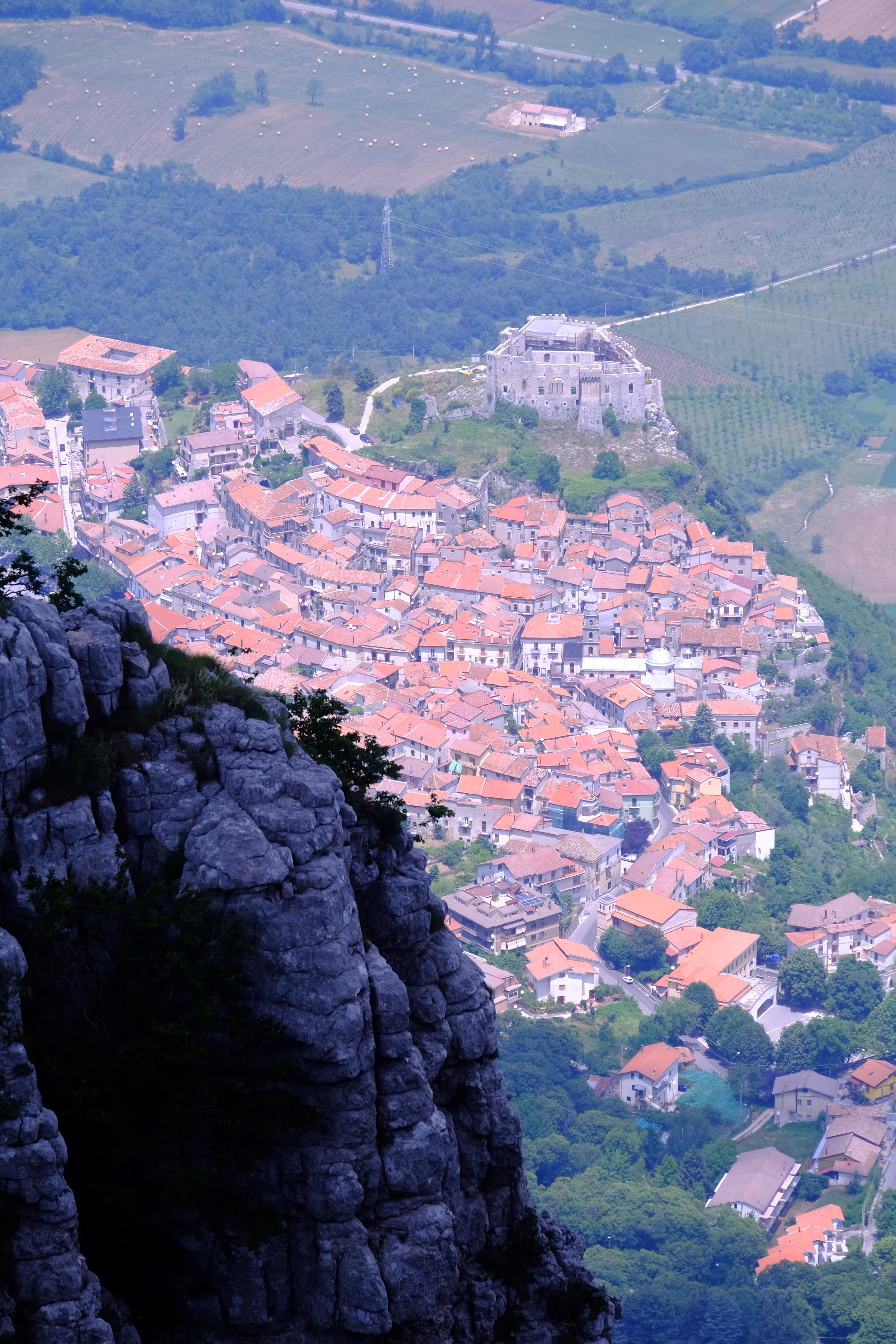
View of Sicignano degli Alburni from the top of the Alburni Mountains

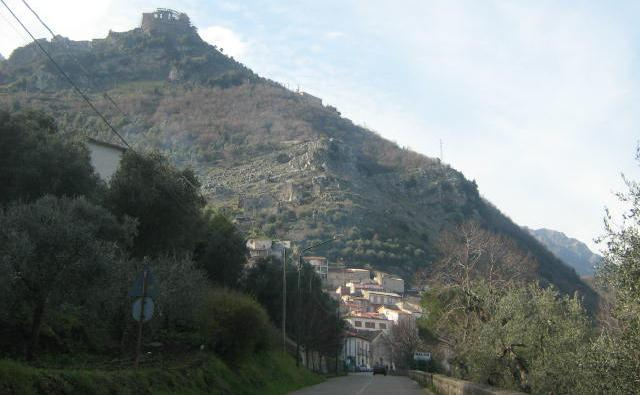
Blick auf den Ortsteil Galdo degli Alburni

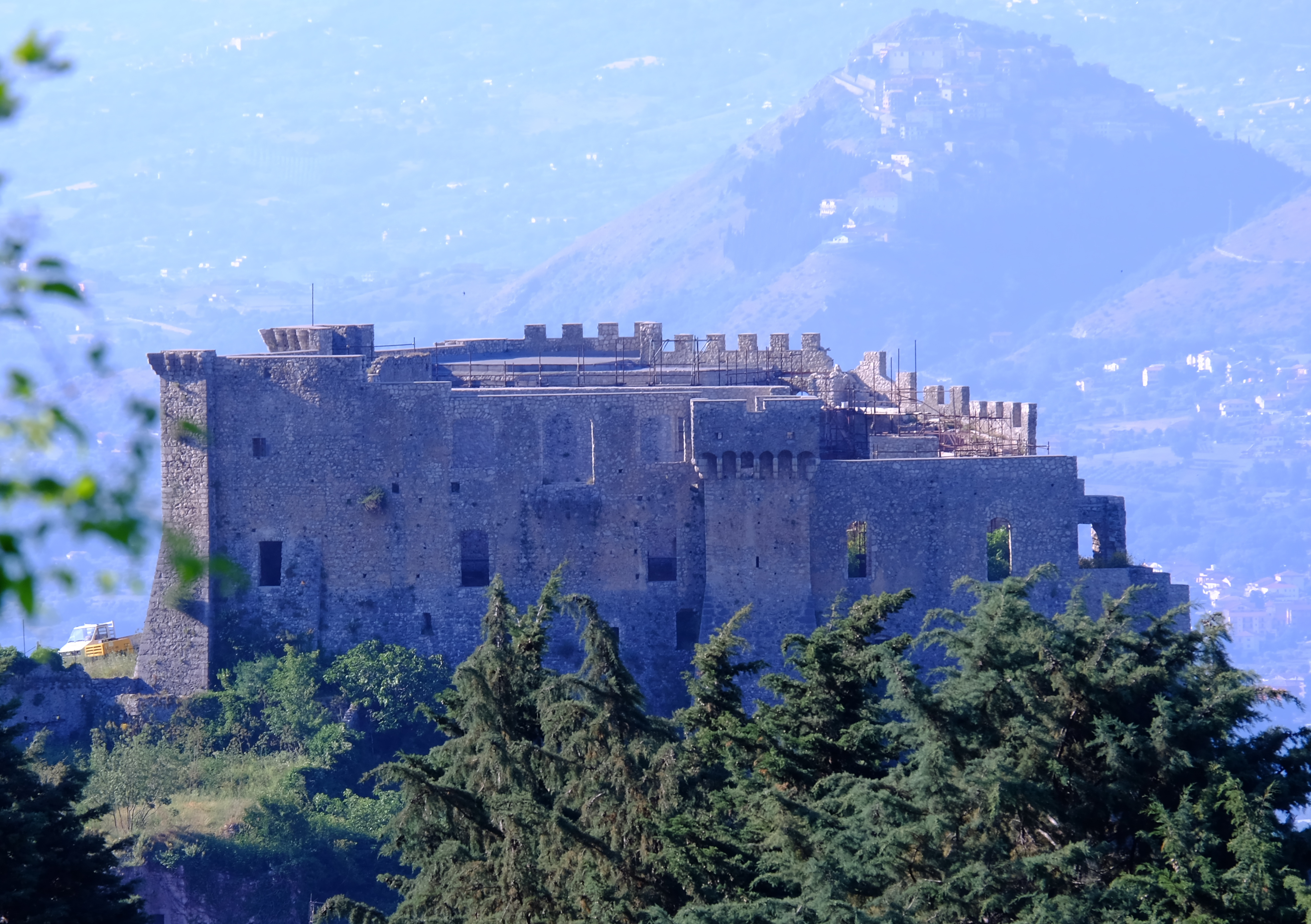
The Castle of Sicignano degli Alburni

Sicignano degli Alburni ist eine italienische Gemeinde mit 3063 Einwohnern (Stand 31. Dezember 2023) in der Provinz Salerno in der Region Kampanien. Der Ort liegt im Nationalpark Cilento und Vallo di Diano und ist Teil der Comunità Montana Alburni.

## Geografie
Der Ort liegt in den Monti Alburni, etwa drei Kilometer nördlich der höchsten Erhebung, des Monte Panormo. Die Nachbargemeinden sind  Auletta, Buccino, Castelcivita, Contursi Terme, Ottati, Palomonte, Petina und Postiglione. Die Ortsteile (Frazioni) sind Castelluccio Cosentino, Galdo degli Alburni, Scorzo, Terranova und Zuppino.